# 39. fusilirski polk (Wehrmacht)
39. fusilirski polk (izvirno nemško Füsilier-Regiment 39) je bil fusilirski polk v sestavi redne nemške kopenske vojske med drugo svetovno vojno.

## Zgodovina
Polk je bil ustanovljen 12. novembra 1942 z reorganizacijo 39. pehotnega polka in dodeljen 26. pehotni diviziji; polk je tako postal novi nosilec tradicije fusilirskega polka »General Ludendorf« št. 39 iz Düsseldorfa. 
II. bataljon je bil leta 1943 uničen. Polk, v sestavi armadne skupine Severna Ukrajina, je bil 10. septembra 1944 uničen v bitki za kovelski žep.
17. septembra 1944 je bil v Warthelagerju ponovno ustanovljen z reorganizacijo 1206. grenadirskega polka in dodeljen 26. ljudskogrenadirski diviziji.